# Jamesbrittenia pinnatifida
Jamesbrittenia pinnatifida là một loài thực vật có hoa trong họ Huyền sâm. Loài này được (L. f.) Hilliard mô tả khoa học đầu tiên năm 1992.